# The Ritual (Testament)
The Ritual is het vijfde studioalbum van de Amerikaanse metalband Testament. The Ritual werd op 12 mei 1992 uitgebracht door Megaforce. The Ritual is het laatste album van Testament waarop drummer Louie Clemente te horen is. Het is tevens het laatste album waarop gitarist Alex Skolnick speelt tot zijn terugkeer in 2005.
Op The Ritual begint Testament te experimenteren met rustige zware muziek, hoewel het album nog wel vasthoudt aan de roots van de band. De single Return to Serenity bereikte in 1993 positie 22 in de hitlijsten (billboard) van de Verenigde Staten van Amerika. De gitaarsolo op dit nummer wordt door veel metalfans gezien als een van de mooiste van een thrashmetalband.

## Tracklist
1. ."Signs of Chaos" – 0:30
2. ."Electric Crown" – 5:31
3. ."So Many Lies" – 6:04
4. ."Let Go of My World" – 3:45
5. ."The Ritual" – 7:34
6. ."Deadline" - 4:47
7. ."As the Seasons Grey" – 6:16
8. ."Agony" – 4:07
9. ."The Sermon" – 4:48
10. ."Return to Serenity" – 6:25
11. ."Troubled Dreams" – 5:14

## Bandleden
- Chuck Billy: zang
- Eric Peterson: gitaar & achtergrondvocals
- Greg Christian: basgitaar
- Alex Skolnick: gitaar & achtergrondvocals
- Louie Clemente: drums